# Tribu Echota Cherokee de Alabama
La tribu Echota Cheroqui de Alabama es una tribu indígena de personas nativas de Alabama. Actualmente hay sesenta mil ciudadanos de la nación tribal.  Los raperos Yelawolf y Lil Cory son Echota